# Datová doména
Datová doména (nebo také doména hodnot) je pojem používaný v teorii databází označující množinu všech hodnot, které může nabýt určitý atribut dat. Doména hodnot může být určena výčtem (enumerací) hodnot.
Například databázová tabulka obsahující informace o lidech s jedním záznamem pro každou osobu může mít databázový sloupec "pohlaví". Tento sloupec může být definován jako textový řetězec a povolovat jednu ze tří hodnot (kódů): "M" pro muže, "F" pro ženy, "X" pro hermafrodity/intersexuály a NULL pro záznamy, kde pohlaví není známo. Datová doména pro sloupec pohlaví pak je: "M", "F", "X".
V normalizovaném datovém modelu, je doména hodnot zpravidla specifikována v referenční tabulce. V předešlém příkladu by referenční tabulka Pohlaví obsahovala právě tři záznamy, jeden pro každou povolenou hodnotu (kromě NULL). Referenční tabulky jsou spojeny s ostatními tabulkami prostřednictvím cizích klíčů.
Složitější omezení domény hodnot mohou být implementována pomocí check constraint nebo pomocí triggerů (spouští). Například, sloupec požadující kladná čísla má definováno omezení vyžadující hodnoty větší než nula.